# Tvkハウジング

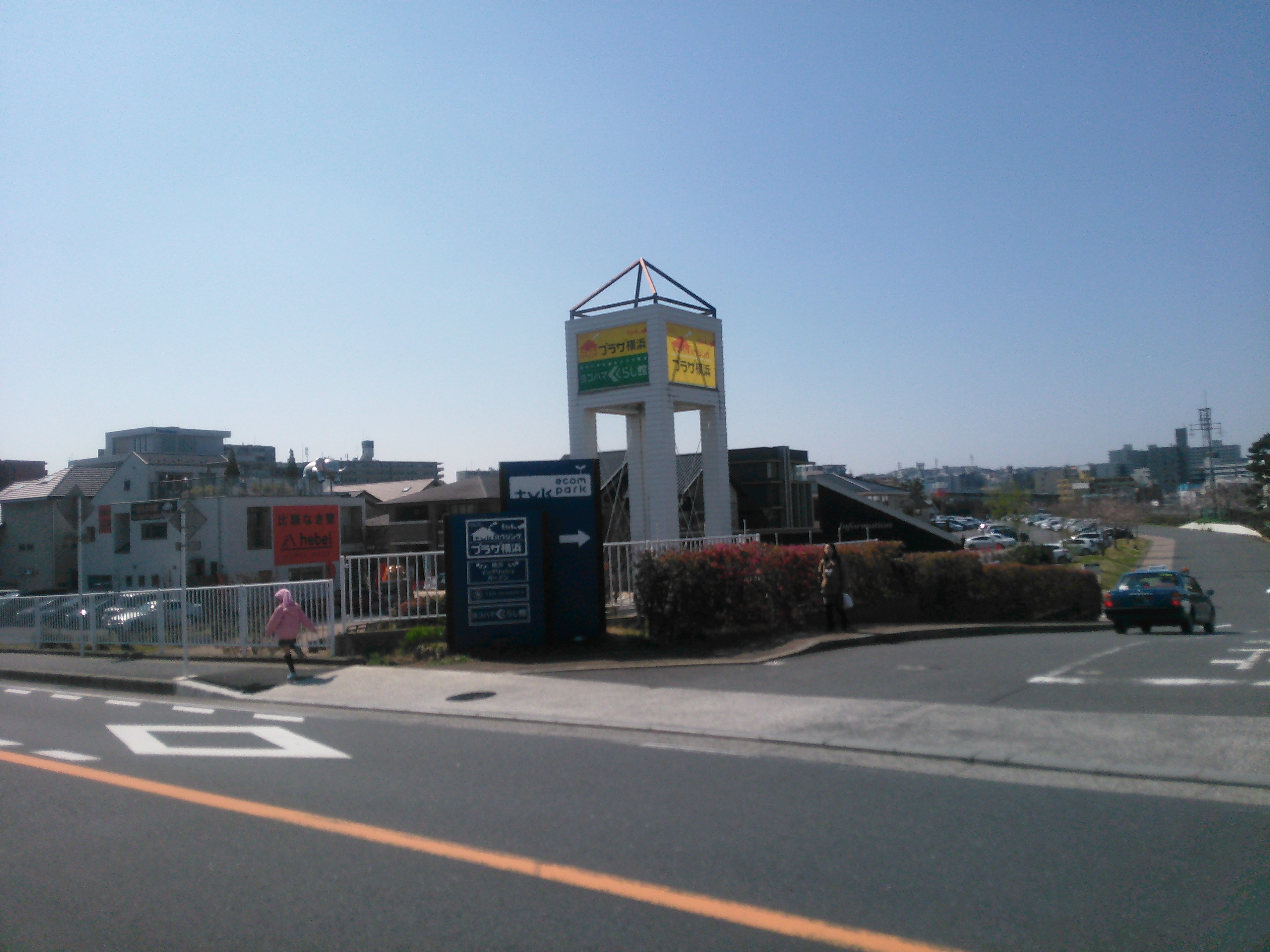
プラザ横浜

tvkハウジング（ティーブイケーハウジング）とは、神奈川県の県域テレビ局であるテレビ神奈川（以下「tvk」と表記）が主催する住宅展示場である。
tvkと冠をつけているが、実際の企画等はサンフジ企画（東京都）にtvkの名称を貸して委託業務をしている。

## 展開
1973年（昭和48年）11月、平塚市桜ヶ丘にサンフジ企画の下、第一号のハウジングプラザ平塚をオープン（2017年にプラザ湘南平塚へ移転）。翌1974年（昭和49年）には横浜市西区の平沼橋駅近くにプラザ横浜をオープンし、1993年（平成5年）より展示戸数100棟に敷地が約1万2千坪になり日本最大規模の展示場となっている。2020年現在は神奈川県内に7か所の展示場を有する（#外部リンクも参照）。
運営展示場
- プラザ横浜 - 横浜市西区。1974年オープン。日本最大級の展示場。横浜イングリッシュガーデン・ヨコハマくらし館併設。
- プラザ二俣川 - 横浜市旭区。旧相鉄バス二俣川営業所→そうてつローゼンミニ跡地に2020年1月オープン。
- プラザ港南台 - 横浜市港南区。1986年オープン。
- たまプラーザ - 横浜市青葉区。たまプラーザ駅前。1985年オープン。
- プラザ藤沢 - 藤沢市。
- プラザ湘南平塚 - 平塚市。2017年オープン、プラザ平塚から移転した。
- プラザ新百合ヶ丘 - 川崎市麻生区。2012年オープン。

閉鎖した展示場
- プラザ鎌倉（2008年2月29日閉鎖）
- プラザ秦野
- プラザ新横浜
- プラザ横須賀
- プラザ戸塚
- プラザ東戸塚
- プラザ川崎（1986年4月オープン）
- プラザ中央林間
- 溝の口住宅公園
- 相模大野
- プラザ相模原
- プラザ茅ヶ崎
- プラザ日吉
- プラザ平塚（1973年オープンの第一号展示場、2017年にプラザ湘南平塚へ移転）
- プラザ大船（鎌倉市、2020年1月31日閉鎖）

## CM
tvkで頻繁にテレビCMを放送しており、プラザ横浜では独自CMも展開する。過去には各展示場ごとにCMを制作しており、1985年頃のプラザ藤沢のCMは夜の湘南海岸をロケ地としていた。
過去にCMイメージソングとして、横浜を本拠地とする夫婦デュオのダ・カーポが歌う「HOUSE」を使用していた。この楽曲はマキシシングル盤『よこはま詩集』カップリング曲として収録されている（ダ・カーポ (歌手グループ)#シングルを参照）。
2008年10月頃から2012年まで、プラザ横浜の単独CMとして、tvkの女性アナウンサーが全員出演しているものが放映されており、これには15秒バージョンと30秒バージョンの2種が存在した。
2013年5月時点では、プラザ横浜の単独CMとして、tvkのマスコットキャラクター「カナガワニ」が出演するバージョンが放映されていた。